# Dora Duncker
Pour les articles homonymes, voir Duncker.
Dora Livia Felicia Maria Duncker (28 mars 1855 - 9 octobre 1916) est une femme de lettres prussienne, romancière, novelliste, poète, dramaturge et critique de théâtre.

## Biographie
Elle naît à Berlin, fille de l'éditeur et libraire Alexander Duncker, dans une dynastie bien établie dans le commerce du livre. Éduquée par des tuteurs privés, elle effectue des « voyages d'étude » à travers l'Autriche, notamment dans le Tyrol, en Italie du Nord et en Suisse. Elle fait la connaissance de l'artiste Karl von Piloty : tant dans sa maison familiale à Berlin que chez von Piloty à Munich, elle est membre d'un large réseau du monde des arts et de la littérature qui comprend les artistes Hans Makart et Franz von Lenbach, et l'écrivain Paul Heyse.
Son premier ouvrage publié, le drame Sphinx, est publié en 1881. En 1887, puis chaque année pendant dix ans, elle produit le calendrier des enfants, Buntes Jahr. Mariée puis divorcée, Dora Duncker et sa fille Eva vivent ensemble à Berlin. Elle devient auteure indépendante, a une production prolifique et travaille comme rédactrice en chef.

## Œuvres
- Über die Bedeutung der deutschen Ausstellung in München in Beziehung auf ihre Anordnung und ihren kunstgewerblichen Theil. (Ausstellung München). Alexander Duncker, Berlin 1876. 26 S.
- Sphinx. Schauspiel in 4 Aufzügen. F. Bloch, Berlin 1881. 76 S. (Bühnenmanuskript)
- Moderne Meister, Berlin 1883
- So zwitschern die Jungen. Märchen und Erzählungen. Illustriert von E. Elias. Verlag von Alexander Duncker, Berlin 1885. 4 Bl., 64 S., 16 Tafeln
- Käte Grumbkow. Novelle. H. Paetel, Berlin 1886
- Um ein Haar. Plauderei in einem Akt. F. Bloch, Berlin 1886
- Reelles Heiratsgesuch etc., Stuttgart 1888
- Morsch im Kern. Roman. Carl Freund & Jeckel, Berlin 1889
- Dies und das. Liebes- und andere Geschichten. Verlag von Alexander Duncker, Berlin 1890
- Ein Lieutenant verloren etc., Stuttgart 1891
- Unheilbar. Roman. Deutsche Verlags-Anstalt, Stuttgart [u. a.] 1893. (Digital Ressource)
- Die Goldfliege. Berliner Sittenroman. F. Fontane & C., Berlin 1894. 228 S.
- Meine Herren Collegen!. Momentaufnahmen von einer jungen Schriftstellerin. G. Pohlmann, Berlin 1894. 63 S.
- Die Modistin. Novellen und Skizzen. Freund & Jeckel, Berlin 1894. 144 S.
- Loge 2. 1.–3. Tsd. R. Eckstein Nachf., Berlin 1896
- Plaudereien und Skizzen aus dem Berliner Zoologischen Garten. Verlag von Alexander Duncker, Berlin 1896
- Überraschungen. Humoresken. R. Eckstein Nachf., Berlin 1896
- Mütter. F. Fontane & C., Berlin 1897
- Familie. Vita, Berlin 1898
- Großstadt. 1.–10. Tsd. R. Eckstein Nachf., Berlin 1900
- Der Ritter vom hohen C, Leipzig 1900
- Die große Lüge. 1.–10. Tsd. R. Eckstein Nachf., Berlin 1901
- Komödiantenfahrten. Müller – Mann, Leipzig 1901. 143 S.
- Groß-Berlin. Neue Novellen. 1. – 10. Tsd. R. Eckstein Nachf., Berlin 1902. 96 S. (Ecksteins Moderne Bibliothek, Bd. 18)
- Sie soll deine Magd sein. Roman. Buchschmuck von Walter Caspari (de). 1.–10. Tsd. R. Eckstein Nachf., Berlin 1902. (Ecksteins illustr. Romanbibliothek, 3 Jg., Bd. 7)
- Gustav Wöhrmann. Schauspiel in 3 Akten. Bühnenmanuskript. R. Eckstein Nachf., Berlin 1903. 96 S.
- Lottes Glück. Totgelacht, München 1903
- Mütter. Zwei Novellen. 1. – 10. Tsd. R. Eckstein Nachf., Berlin 1903. 96 S. (Ecksteins Moderne Bibliothek, Bd. 25)
- Maria Magdalena. Roman. 1. – 5. Tsd. R. Eckstein Nachf., Berlin 1903. 254 S.
- Die Schönheitsstube, Berlin 1904
- Gesühnt. Volksschauspiel in 4 Aufzügen. A. Entsch in Kommission, Berlin 1905. 62 S.
- Die heilige Frau. Berliner Theater – Roman. Gebr. Paetel, Berlin 1905. 372 S.
- Jugend. Novellen. Gebr. Paetel, Berlin 1905
- Märchen und Erzählungen. Globus Verlag, Berlin 1905. 208 S.
- Falsches Ziel. Familie. Novellen. Mit Illustrationen von Arthur Lewin. H. Hillger, Berlin-Leipzig 1906. 110 S. (Kürschners Bücherschatz, Bd. 525)
- Die Graue Gasse. Roman. Gebr. Paetel, Berlin 1906. 278 S.
  - Die graue Gasse. Roman. Post & Müller, Leipzig 1916. 293 S. (Wiking – Bücher, Bd. 14)
- Leiden. Der Roman eines Knaben. S. Schottlaender, Berlin 1908. 415 S.
- Ernst von Wildenbruch. Ernstes und Heiteres aus seinem Leben. Gebr. Paetel, Berlin 1909. 111 S. (Dramaturgische Plaudereien, Bd. 3)
- Kämpfer. Roman. Gebr. Paetel, Berlin 1909. 306 S.
- Der schöne Ede und anderes. Neue Berliner Novellen. Mit Illustr. von H. Binde. H. Hillger, Berlin-Leipzig 1909. 96 S. (Kürschners Bücherschatz, Bd. 664)
- Das Perlenbuch. Neue Novellen und Skizzen. Gebr. Paetel, Berlin 1910. 202 S.
- Die Schneekönigin. Ein deutsches Märchenspiel in ein Vorspiel und drei Akten mit Zugrundelegung von Hans Christian Andersens. Verlag Tescher, Charlottenburg 1910. 96 S.
- Im Separee. Großstadtbilder. Borngraeber, Berlin 1911. 139 S.
- Bergeholz Söhne. Roman. Gebr. Paetel, Berlin 1912. 318 S.
- Ein Liebesidyll Ludwigs XIV. Louise de la Valliére. Historischer Roman. Bong, Berlin 1912. 335 S. (Romane berühmter Männer und Frauen, Bd. 5)
- Doktor Stillfried. Historischer Roman. 3. Auflage. Beyer, Charlottenburg 1913. 215 S.
- Festschrift zur Zweihundert-Jahr-Feier am 3. Mai 1913. Nicolaische Buchhandlung Borstell & Reimarus 1713–1913. Berlin 1913. 43 S.
- Die kleine Hoheit. Lustspiel in 3 Akten von Dora Duncker und Hans Gaus. Eduard Bloch, Berlin 1913. 76 S.
- Marquise von Pompadour. Ein Roman aus galanter Zeit. Bong, Berlin 1913. 392 S. (Romane berühmter Männer und Frauen, Bd. 8)
- Die Blonden und der Riese. Roman. Reißner, Dresden 1914. 329 S.
- Berlin im Kriege. Großstadtskizzen aus dem Kriegsjahr 1914/15. Globus Verlag, Berlin 1915. 250 S. (http://resolver.staatsbibliothek-berlin.de/SBB00007CB200000000)
- Auf zur Sonne. Ein Roman aus unseren Tagen. Gebr. Paetel, Berlin 1916. 314 S. (http://resolver.staatsbibliothek-berlin.de/SBB00006E9600000000)
- George Sand. Ein Buch der Leidenschaft. Historischer Roman. Bong, Berlin 1916. 334 S. (Romane berühmter Männer und Frauen, Bd. 11)
- Liebe um Liebe. Herz, Berlin 1916. 95 S. (Herz – Bücher, Bd. 10)
- Das Haus Duncker. Ein Buchhändlerroman aus dem Biedermeier. Mit sieben Lichtdrucken. Gebr. Paetel, Berlin 1918. 307 S.
- Die Frau mit den Hyazinthen. Roman. Oldenburg, Leipzig 1918. 277 S.
- Die Kinder des Herrn Ulrich. Roman. Montanus, Siegen 1919. 388 S.
- Die Kleine Hoheit. Operette in 3 Akten von Hans Gaus. Nach dem gleichnamigen Lustspiel von Dora Duncker und Hans Gaus. Musik von Martin Knopf (de). Bibliothek für Dramatik und Musik, Berlin 1919. 31 S.
- Sumpfland, Reutlingen 1925
- Doktor Stillfried. Humoristischer Roman. Mit 28 Textillustrationen. Ehrlich, Berlin 1920. 191 S. (Ehrlichs illustrierte Bücherei, Bd. 2)
- Die große Lüge. Roman. Weichert, Berlin (um 1927). 256 S. (Weichert-Bücher, Bd. 2)
- Großstadt. Roman. Weichert, Berlin (um 1927). 255 S. (Weichert-Bücher, Bd. 7)